# Gibbesia prasinolineata
Gibbesia prasinolineata är en kräftdjursart som först beskrevs av James Dwight Dana 1852.  Gibbesia prasinolineata ingår i släktet Gibbesia och familjen Squillidae. Inga underarter finns listade i Catalogue of Life.